# Tatsuyuki Nagai
Tatsuyuki Nagai (長井 龍雪?, Nagai Tatsuyuki; Prefettura di Niigata, 24 gennaio 1976) è un regista giapponese e membro dello studio di animazione Sunrise.
Ha collaborato alla produzione di numerose serie, la sua prima regia integrale è avvenuta nel 2006 con Honey and Clover II, dopo di che ha diretto nel 2007 Idolmaster: XENOGLOSSIA e nel 2008 Toradora!. La sua prossima regia sarà Kaitō Tenshi Twin Angel.

## Opere

### Serie TV anime
- 2002 - G-on Riders
- 2002 - Mahoromatic: Motto Utsukushii Mono
- 2002 - Witch Hunter Robin
- 2003 - L/R -Licensed by Royal-
- 2003 - Jubei ninpucho: Ryuhogyoku-hen
- 2003 - Ikki Tousen
- 2003 - Maburaho
- 2004 - Mai-HiME
- 2005 - Mahoraba ~Heartful Days~
- 2005 - Honey and Clover
- 2005 - Mai-Otome
- 2005 - Mushishi
- 2006 - Yomigaeru sora -RESCUE WINGS-
- 2006 - Honey and Clover II
- 2007 - Idolmaster: XENOGLOSSIA
- 2007 - Mobile Suit Gundam 00
- 2007 - Potemayo
- 2008 - Kimikiss pure rouge
- 2008 - Shigofumi
- 2008 - Toradora!
- 2011 - Ano Hana
- 2012 - Ano natsu de matteru
- In Produzione - Kaitō Tenshi Twin Angel

### Film d'animazione
- 2015 - Kokoro ga sakebitagatterun da.
- 2019 - Sora no aosa o shiru hito yo

### OVA
- 2002 - Cosplay Complex